# Stora Kullgölen
Stora Kullgölen är en sjö i Kinda kommun i Östergötland och ingår i Motala ströms huvudavrinningsområde.